# بنیامین اودجه
بنیامین اودجه (انگلیسی: Benjamin Odeje؛ زادهٔ ۱۹۵۵) بازیکن فوتبال اهل بریتانیا بود.
از باشگاه‌هایی که در آن بازی کرده‌است می‌توان به باشگاه فوتبال چارلتون اتلتیک اشاره کرد.